# Cristo crocifisso con i dolenti e santi
Il Cristo crocifisso con i dolenti e santi è un dipinto a tempera e oro su tavola (145x71 cm) di Nardo di Cione, databile al 1350 circa e conservato nella Galleria degli Uffizi a Firenze.

## Storia
La tavola era forse il pannello centrale di un tabernacolo (Offner) di provenienza originaria ignota. Nel 1842 entrò alla Galleria dell'Accademia e da lì pervenne agli Uffizi col riordino delle collezioni fiorentine nel 1948. Fu attribuito a Nardo di Cione, il più "espressivo" dei fratelli dell'Orcagna, da Sirèn.

## Descrizione e stile
In una cornice cuspidata con colonnine tortili sui lati si erge, su sfondo oro con una semplice notazione ambientale in basso della collina del Golgota, il Cristo crocifisso, pesante sulla croce, mentre due angeli stanno raccogliendo con bacinelle il sangue che copioso esce dalle sue ferite. In basso, vicino all'immancabile teschio, si trovano i tre dolenti: Maria, la Maddalena, che abbraccia la croce, e Giovanni apostolo.
In basso, a mo' di predella, si trovano cinque archetti trilobati realizzati a rilievo con la pastiglia, sotto i quali si trovano altrettanti santi a mezzobusto: Girolamo, un evangelista, Paolo, Giacomo il maggiore e Antonio Abate.
La scena principale è caratterizzata da una drammatica insistenza sui particolari macabri, come il sangue copioso, che cola anche lungo la croce fino a raggiungere il teschio alla base, senza però sporcare le mani della Maddalena. I colori appaiono oggi scuriti per via dell'alterazione della vernice grigia a chiara d'uovo stesa dall'artista, che il restauro di Alfio Del Serra del 1994 non ha potuto ripristinare.